# Lidköpings Budoklubb
Lidköpings Budoklubb är Lidköpings största kampsportförening med över 216 medlemmar (2014). Föreningen grundades 1976 av Bo Hjelmström och Björn Ekholm och blev den första kampsportsföreningen i Lidköping. Klubben sysslade till en början bara med judo men 1985 började de även med ju-jutsu Kai genom Per-Erik Svensson som hade tränat stilen i Kalmar. 2001 infördes brasiliansk jiu-jitsu officiellt i klubben av Niclas Gustafsson. 
Inom klubben finns det tre sektioner:
- Ju-jutsu Kai
- Brasiliansk jiu-jitsu
- Judo